# Liste der Kulturdenkmale in Schmiedehausen
In der Liste der Kulturdenkmale in Schmiedehausen sind alle Kulturdenkmale der thüringischen Gemeinde Schmiedehausen (Landkreis Weimarer Land) und ihrer Ortsteilen aufgelistet (Stand: 26. April 2012).

## Schmiedehausen
Einzeldenkmale
| Bild                                    | Bezeichnung                         | Lage                         | Datierung | Beschreibung | ID |
| --------------------------------------- | ----------------------------------- | ---------------------------- | --------- | ------------ | -- |
| weitere Bilder Fotos hochladen          | Kirche mit Kirchhof und Glockenhaus | (Karte)                      |           |              |    |
| weitere Bilder Fotos hochladen          | Turmwindmühle                       | Bad Sulzaer Straße 5 (Karte) |           |              |    |
| BW                                      | Wohnhaus                            | Camburger Straße 3 (Karte)   |           |              |    |
| Direkt Bild zu diesem Denkmal hochladen | Hofmauer und Portal                 | Dorfstraße 11                |           |              |    |
| Direkt Bild zu diesem Denkmal hochladen | Gehöft                              | Dorfstraße 15                |           |              |    |
| Direkt Bild zu diesem Denkmal hochladen | Scheune                             | Dorfstraße 17                |           |              |    |
| Direkt Bild zu diesem Denkmal hochladen | Inschrifttafel                      | Dorfstraße 26                |           |              |    |
| Direkt Bild zu diesem Denkmal hochladen | Tor und Portal                      | Dorfstraße 28                |           |              |    |
| Direkt Bild zu diesem Denkmal hochladen | Tor                                 | Dorfstraße 33                |           |              |    |
| Direkt Bild zu diesem Denkmal hochladen | Tor                                 | Dorfstraße 34                |           |              |    |
| Direkt Bild zu diesem Denkmal hochladen | Gehöft                              | Gasse 8                      |           |              |    |

Bodendenkmal
| Bild                                    | Bezeichnung | Lage | Datierung | Beschreibung | ID |
| --------------------------------------- | ----------- | --- | --------- | ------------ | -- |
| Direkt Bild zu diesem Denkmal hochladen | Siedlung    | Ackerfläche im Winkel zwischen den beiden südlichen bzw. südöstlichen Ortseingangsstraßen. Von Münchengosserstädt kommend – linke Seite hinter den Gehöften |           |              |    |

## Lachstedt
Einzeldenkmale
| Bild                                    | Bezeichnung                                         | Lage         | Datierung | Beschreibung | ID |
| --------------------------------------- | --------------------------------------------------- | ------------ | --------- | ------------ | -- |
| weitere Bilder Fotos hochladen          | Kirche                                              | (Karte)      |           |              |    |
| Direkt Bild zu diesem Denkmal hochladen | stattliche Hofanlage aus mehreren Sichtziegelbauten | Dorfstraße 6 |           |              |    |

## Quelle
- Denkmalliste Landkreis Weimarer Land. (PDF; 929 kB) weimarerland.de